# Widder (Album)
Widder ist das 17. Soloalbum des Berliner Rappers Fler. Es erschien am 26. März 2021 über sein eigenes Label Maskulin als Standard-Edition sowie Limited-Box und wird von Universal Music vertrieben.

## Produktion
Das gesamte Album wurde von Flers Musikproduzent Simes Branxons produziert. Dabei arbeitete er bei zwei Songs mit Yung Swisher und bei einem Lied mit DJ Ilan zusammen. Fler selbst fungierte als Executive Producer.

## Covergestaltung
Das Albumcover zeigt Fler, der in der geöffneten Tür eines Autos sitzt und den Betrachter mit ernstem Blick ansieht. Er trägt eine dunkelblaue Jacke und eine diamantbesetzte Uhr. Im Vordergrund steht der rote Schriftzug Widder.

## Gastbeiträge
Auf sieben Liedern des Albums treten neben Fler weitere Künstler in Erscheinung. So ist der Rapper Bass Sultan Hengzt auf gleich vier Songs (Dein neuer Freund, Eines Tages, Tec-9, Drinks & Clout) zu hören, während Farid Bang ebenfalls auf Dein neuer Freund einen Gastbeitrag hat. An Eines Tages sind auch Sido sowie die Sängerin Cassandra Steen beteiligt, und der Rapper Level ist ebenso auf Tec-9 vertreten. Das Stück Neonlicht ist eine Kollaboration mit Takt32, während Fler auf Corner von dem Rapper Prinz Pi unterstützt wird. Zudem arbeitet er auf Kein Weg zu weit mit Kollegah zusammen.

## Titelliste
| #  | Titel              | Gastmusiker                               | Produzent                    | Länge |
| -- | ------------------ | ----------------------------------------- | ---------------------------- | ----- |
| 1  | Vibe 2.0           |                                           | Simes Branxons               | 2:16  |
| 2  | Widder             |                                           | Simes Branxons               | 2:52  |
| 3  | Horoskop           |                                           | Simes Branxons               | 2:49  |
| 4  | GOAT               |                                           | Simes Branxons, Yung Swisher | 3:00  |
| 5  | Sie weiß wie       |                                           | Simes Branxons, Yung Swisher | 3:05  |
| 6  | Baby Jesus         |                                           | Simes Branxons               | 2:27  |
| 7  | Bad Lamborghini    |                                           | Simes Branxons               | 2:07  |
| 8  | Dein neuer Freund  | Farid Bang, Bass Sultan Hengzt            | Simes Branxons               | 3:37  |
| 9  | Light up the Night |                                           | Simes Branxons               | 2:54  |
| 10 | Eines Tages        | Sido, Bass Sultan Hengzt, Cassandra Steen | Simes Branxons               | 4:13  |
| 11 | Boring             |                                           | Simes Branxons               | 2:11  |
| 12 | Modelface          |                                           | Simes Branxons               | 2:45  |
| 13 | Jo-Jo              |                                           | Simes Branxons               | 2:56  |
| 14 | Sporty             |                                           | Simes Branxons               | 2:52  |
| 15 | Neonlicht          | Takt32                                    | Simes Branxons               | 2:49  |
| 16 | Tec-9              | Bass Sultan Hengzt, Level                 | Simes Branxons, DJ Ilan      | 3:22  |
| 17 | Kein Weg zu weit   | Kollegah                                  | Simes Branxons               | 3:17  |
| 18 | Corner             | Prinz Pi                                  | Simes Branxons               | 2:44  |
| 19 | Drinks & Clout     | Bass Sultan Hengzt                        | Simes Branxons               | 2:53  |

+ Instrumentals

## Chartplatzierungen und Singles
Widder stieg am 23. April 2021 auf Platz eins in die deutschen Albumcharts ein und belegte in den folgenden Wochen die Ränge 21, 59 und 79, bevor es die Top 100 verließ. Damit ist es Flers sechstes Nummer-eins-Album in Deutschland. In Österreich erreichte das Album Position zwei und in der Schweiz Platz drei. Darüber hinaus platzierte sich das Album an der Chartspitze der deutschen Hip-Hop-Charts sowie an der Chartspitze der deutschen deutschsprachigen Albumcharts. In beiden Chartlisten ist es der achte Nummer-eins-Erfolg für Fler.
| ChartsChartplatzierungen | Höchstplatzierung | Wochen |
| ------------------------ | ----------------- | ------ |
| Deutschland (GfK)        | 1 (4 Wo.)         | 4      |
| Österreich (Ö3)          | 2 (2 Wo.)         | 2      |
| Schweiz (IFPI)           | 3 (2 Wo.)         | 2      |

Am 28. August 2020 wurden die Songs Light up the Night/Modelface/Jo-Jo als erste Single veröffentlicht, die Platz 83 in Deutschland erreichte. Am 14. Januar 2021 erschien die zweite Auskopplung Sie weiß wie und belegte Rang 64 in den deutschen Charts. Am 11. Februar bzw. 12. März 2021 folgten die Songs Baby Jesus und Horoskop, die die Top 100 verpassten. Zu allen Singles wurden auch Musikvideos gedreht. Nach Albumveröffentlichung stieg zudem das Lied Eines Tages auf Position 70 in die deutschen Charts ein.